# Sawyer Island (Antarktika)
Sawyer Island ist eine 3 km lange Insel vor der Westküste der Antarktischen Halbinsel. In der Gruppe der Pitt-Inseln liegt sie nördlich von Pickwick Island.
Erstmals verzeichnet ist die Insel auf einer argentinischen Landkarte aus dem Jahr 1957. Das UK Antarctic Place-Names Committee benannte sie 1959 nach Robert Sawyer, einer Figur aus dem Fortsetzungsroman Die Pickwickier (1836–1837) des britischen Schriftstellers Charles Dickens.